# Différend territorial concernant l'île de Touzla

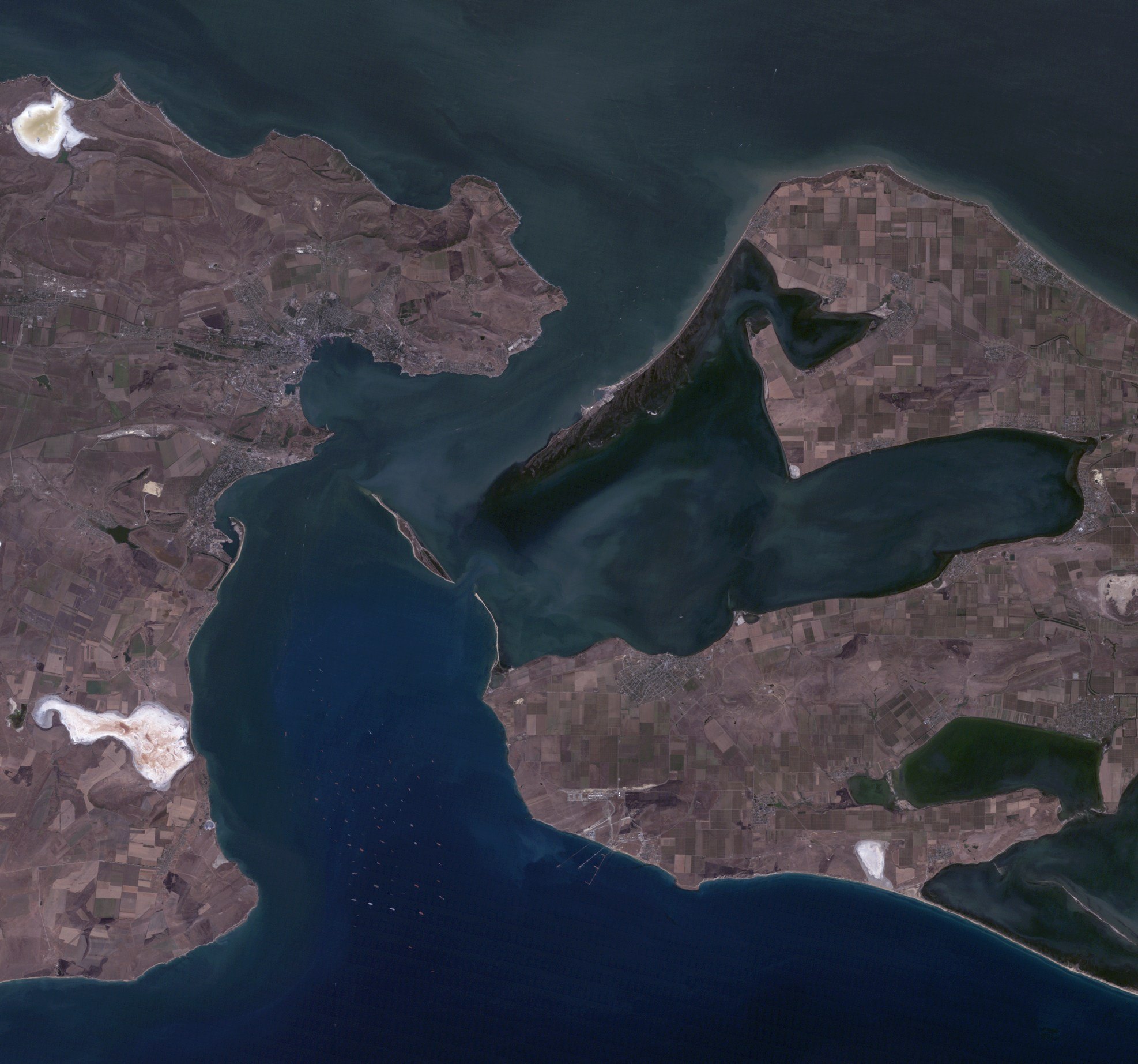
Détroit de Kertch en 2011 représentant un vaste relief qui semble s'étendre de la côte russe vers l'île.

Un différend frontalier sur la propriété de l'île de Touzla est survenu entre l'Ukraine et la Russie en octobre 2003. Selon les autorités russes, le transfert de la Crimée à l'Ukraine en 1954 ne comprenait que les parties continentales de la Crimée, même si l'île de Touzla faisait administrativement partie de la Crimée depuis 1941. Depuis l'annexion de la Crimée par la Russie en 2014, l'île de Touzla fait de facto partie de la Russie et constitue la base du pont de Crimée.

## Événements
La partie russe a commencé à construire un barrage de la péninsule de Taman vers l'île pour faire revivre la péninsule érodée sans aucune consultation préalable avec les autorités gouvernementales ukrainiennes. Après que la construction du barrage de 3,8 kilomètres a été suspendue au point exact de la frontière russo-ukrainienne, la distance entre le barrage et l'île est de 1 200 mètres. La construction du barrage a entraîné l'augmentation de l'intensité du courant dans le détroit et la détérioration de l'île. Pour éviter la détérioration, le gouvernement ukrainien a financé des travaux de terrassement pour approfondir le lit du détroit. La raison de ces travaux au sol était d'empêcher les navires russes d'avoir à payer un péage à l'Ukraine pour avoir traversé le détroit de Kertch, qui est alors considéré comme eaux territoriales de l'Ukraine. L'Ukraine a refusé de reconnaître le détroit comme eaux intérieures des deux pays jusqu'en 2003.
Le 21 octobre 2003, le Service national des gardes-frontières d'Ukraine a arrêté le remorqueur russe Troujenik qui traversait la frontière de l'Ukraine et a effectué une surveillance photo et vidéo de l'île. Après l'incident, un protocole a été créé et le navire rendu aux autorités frontalières russes. Le 23 octobre 2003, le parlement ukrainien a publié une résolution « pour éliminer une menace à l'intégrité territoriale de l'Ukraine apparue à la suite de la construction d'un barrage par la fédération de Russie dans le détroit de Kertch ». Une commission parlementaire spéciale provisoire a été créée pour enquêter de manière plus approfondie sur l'affaire.
Les 30 et 31 octobre 2003, des pourparlers ont commencé entre l'Ukraine et la Russie, qui ont conduit à la suspension de la construction du barrage. En raison du conflit, le 2 décembre 2003, un poste de patrouille frontalière de l'Ukraine a été installé sur l'île. Le 5 décembre 2003, le gouvernement ukrainien a publié l'ordonnance no 735p concernant des mesures urgentes pour sauver l'île. Le 4 juillet 2004, le gouvernement ukrainien a publié l'ordonnance no 429p, qui prévoyait la construction de structures de renforcement des rives et le transfert de population des territoires inondés.

## Conséquences
À la suite du conflit de 2003, le Conseil suprême de Crimée a ordonné la création d'une nouvelle colonie sur l'île. Cependant, le 6 septembre 2006, l'administration de la ville de Kertch a refusé de créer une telle colonie, car elle était en conflit avec la composition administrative et territoriale de la ville.
La distance jusqu'au barrage inachevé qui s'étend de la péninsule de Taman est d'environ 100 mètres, avec une profondeur d'eau le long de l'ancien bas-fond ne dépassant pas 60 centimètres.
Les différends sur le droit de passage ont été résolus par un accord bilatéral de 2003 sur la coopération dans l'utilisation de la mer d'Azov et du détroit de Kertch, qui a fait de ces masses d'eau partagées les eaux intérieures des deux pays, mais de nouvelles tensions sont apparues après l'annexion de la Crimée par la Russie en 2014.